# Szósta część świata
Szósta część świata (ros. Шестая часть мира, Szestaja czast´ mira) – radziecki niemy film dokumentalny w reżyserii Dzigi Wiertowa z 1926 roku. Film został wykonany na zamówienie centrali handlowej Gostorg w celu reklamowania radzieckich towarów za granicą. Film opowiada o bogactwach naturalnych i potencjale gospodarczym ZSRR. 

## Opis
Tytułową „szóstą częścią świata” jest potężny Związek Radziecki, którego zasięg rozprzestrzenia się na prawie cały azjatycki kontynent. Szósta część świata  prezentuje „raport o stanie ZSRR”. Początek filmu pokazuje świat kapitalizmu i trudną sytuację robotników. Następnie przedstawia jak żyją różne narody w ZSRR.